# Casparus Barlaeus
Casparus Barlaeus (egentligen Kaspar van Baerle), född 12 februari 1584 i Antwerpen, död 14 januari 1648, var en nederländsk skald och historiker. 
Barlaeus utnämndes 1631 till professor i filosofi vid Athenaeum Illustre i Amsterdam (en av de första där). Förutom latinska Poemata (1645–46) och dikter på nederländska språket (utgivna av Peter Steven Schull 1835) författade han bland annat de historiska arbetena Medicea hospes (1639) och Rerum per octennium in Brasilia et alibi nuper gestarum historia (1647).